# Censura religiosa

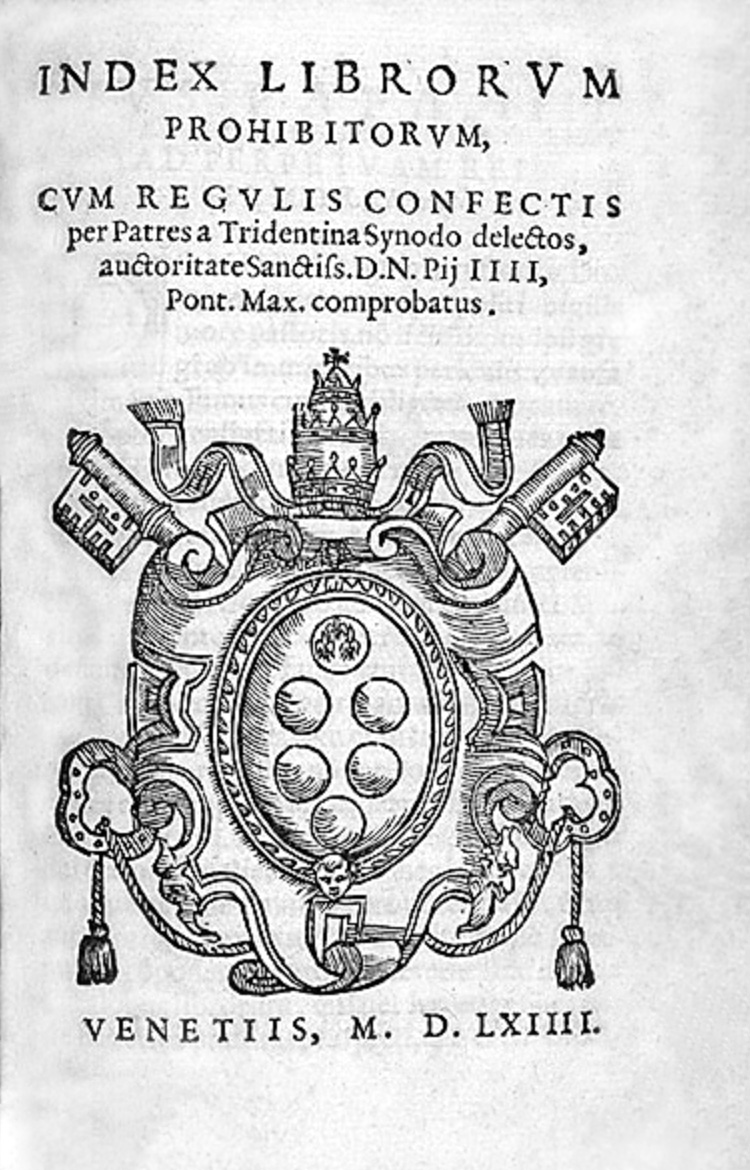
Portada de la primera edición del Index librorum prohibitorum, impreso en Venecia en 1564.

La censura religiosa es uno de los tipos de intervención que la religión hace sobre la libertad de expresión, controlándola o limitándola sobre la base de su autoridad.
Este tipo de censura tiene una larga historia y es practicada en muchas sociedades y por muchas religiones. Ejemplos característicos son el Edicto de Compiègne, el Index Librorum Prohibitorum (índice de libros prohibidos) y la condena a Salman Rushdie por su novela Los versos satánicos por parte del Ayatolá Ruhollah Jomeiní.

## Contexto
La censura religiosa se define como el acto de suprimir puntos de vista contrarios a aquellos de la religión organizada. Suele llevarse a cabo bajo las formas de blasfemia, herejía o sacrilegio - viendo el trabajo censurado obsceno, contrario a un dogma, o violando un tabú religioso.
La defensa contra estos cargos es normalmente difícil, ya que algunas tradiciones religiosas permiten únicamente a las autoridades religiosas a interpretar la doctrina y ésta suele ser dogmática.
Por ejemplo, la Iglesia católica prohibió cientos de libros manteniendo el Index Librorum Prohibitorum, los cuales eran escritos que la Santa Sede creía peligrosos hasta su abolición en 1965. Algunos de estos libros eran escritos de Desiderius Erasmus, quien argumentó que el Comma Johanneum era probablemente falso o el De revolutionibus orbium coelestium, tratado de Nicolaus Copernicus argumentando a favor de la órbita de la Tierra alrededor del Sol, ambos libros, que en su momento contradecían la visión oficial de la iglesia en temas concretos.

## En el cristianismo
La invención de la imprenta por Johannes Gutenberg hacia 1440, cambió la forma de publicación de libros. Así, en la mayor parte de países europeos en el siglo XVI, tanto la iglesia como los gobiernos intentaron regular y controlar la impresión. Los gobiernos establecieron controles sobre los impresores a lo largo del continente, requiriéndoles licencias para vender y producir libros.
En 1557, la Corona británica, con el objetivo de parar la disidencia del gremio de libreros, limita el derecho de impresión a dos Universidades y 21 libreros de todos los existentes por aquellos momentos en la ciudad de Londres.
En Francia, el edicto de Châteaubriant de 1551, incluía la revisión e inspección de todos los libros que entraran al país El Edicto de Compiègne de 1557 promulgaba la pena de muerte en la hoguera a los herejes por la lectura o publicación de estos libros con el resultado de muerte para una mujer de la nobleza.
La primera versión del Index Librorum Prohibitorum fue promulgada por el papa Pablo IV en 1559 y sobre ella se fueron realizando revisiones a lo largo de los años para su actualización. La vigésima y última versión apareció en 1948 y fue abolida formalmente por Pablo VI el 14 de junio de 1966.

## En el islam
Las teocracias islámicas han seguido metodologías similares como el famoso caso de la fatwa contra la novela Los versos satánicos.
Algunas sociedades islámicas tienen una policía religiosa (Basij, Mutaween) para la aplicación de la Sharía o ley islámica. Su autoridad incluye el poder de arresto a homosexuales, hombres y mujeres socializando o personas relacionadas con la prostitución, pero también forzar a la población a llevar vestimenta de acuerdo con el islam o a respetar el cierre de los comercios durante la hora del rezo o salat.
La policía religiosa refuerza las leyes que regulan los alimentos permitidos, prohíbe el consumo y venta de alcohol y cerdo y prohíbe audios y vídeos que no sean vistos a favor de la doctrina. Ejemplo reciente de ello fue en 2004 la prohibición de la película La pasión de Cristo.
En Arabia Saudí, la policía religiosa previene activamente a la población de hacer proselitismo sobre religiones no islámicas al estar prohibidas.